# صحة تأهيلية
الصحة التأهيلية هي العملية التي تمكن الناس من السيطرة على المرض وتحسن الصحة،
والوصول إلى حالة من الكمال الجسدي والنفسي والاجتماعي.
فالصحة هي مفهوم ايجابي يؤكد على الموارد الاجتماعية والشخصية كما تؤكد على القدرات الجسدية وعليه فإن الرعاية التأهيلية ليست مسؤولية القطاع الصحي، ولكنها أبعد من ذلك وتتجاوز نمط الحياة الصحية إلى الجوانب الاجتماعية والنفسية.